# آنری گیبه
آنری گیبه (فرانسوی: Henri Guybet‎؛ زادهٔ ۲۱ دسامبر ۱۹۳۶) بازیگر اهل فرانسه است.
از فیلم‌ها یا برنامه‌های تلویزیونی که وی در آن نقش داشته‌است می‌توان به هدیه، ازدواج کرده‌های سال دو، شاهزاده کلاهبردار، ماجراهای دیوانه‌وار خاخام جیکوب، داستان یک پلیس، قهرمان‌ها دهانشان بوی شیر نمی‌دهد و بهترم اشاره کرد.